# Esteban Benzecry
 (septembre 2012).
Si vous disposez d'ouvrages ou d'articles de référence ou si vous connaissez des sites web de qualité traitant du thème abordé ici, merci de compléter l'article en donnant les références utiles à sa vérifiabilité et en les liant à la section « Notes et références ».
Esteban Benzecry est un compositeur, de nationalité française et argentine, né à Lisbonne (Portugal) le 13 avril 1970, fixant sa résidence en France depuis 1997.

## Biographie
Compositeur argentin né à Lisbonne en 1970 (de parents argentins), après avoir grandi en Argentine, il a vécu en France depuis 1997, et a obtenu la nationalité française en 2011.
Il a obtenu son diplôme de professeur de peinture à l’École nationale supérieure des Beaux-Arts “Prilidiano Pueyrredon” de Buenos Aires, en 1992.
Il a travaillé la composition musicale avec Haydée Gerardi et Sergio Hualpa en Argentine, et en France avec Jacques Charpentier au Conservatoire national supérieur de musique et de danse de Paris, où il obtint en 1999 le « Premier Prix à l’unanimité ». Il poursuit des cours de perfectionnement avec les maîtres Paul Méfano (composition) et Luis Naón et Laurent Cuniot (nouvelles techniques), au Conservatoire de Paris.
Il a composé trois symphonies (sa première symphonie est inspirée de quatre tableaux qu'il a peints), une Tango-Ouverture, plusieurs œuvres pour orchestre et musique de chambre.
Ses dernières œuvres ont comme idée principale de marier un langage musical d'aujourd'hui avec la tradition des musiques de l'Amérique latine, fusionner la tradition de la nouvelle musique de l'Europe avec les racines du folklore et les rythmes latino-américains.
Ses œuvres sont jouées et commandées par d'importants orchestres parmi lesquels l'Orchestre royal du Concertgebouw, Orchestre philharmonique de New York, Orchestre philharmonique de Los Angeles, Orchestre de Philadelphie, Orchestre symphonique d'Atlanta, Seattle Symphony Orchestra, Orchestre symphonique de Fort Worth (en), Orchestre symphonique du Minnesota, Orchestre symphonique de Sydney, Gothenburg Symphony Orchestra, Orchestre philharmonique d'Helsinki, Orchestre philharmonique de Tampere, Stavanger Symfoniorkester, Deutsche Radio Philharmonie, Hamburg Philharmoniker Orchester, Orchestre national d'Espagne, Orchestre symphonique de la radio-télévision espagnole, Orquesta y Coro de la Comunidad de Madrid, Orchestre de la fondation Gulbenkian, Orchestre national de France, Orchestre philharmonique de Radio France, Orchestre national de Montpellier, Orchestre Colonne, Orchestre Pasdeloup, Orchestre Lamoureux, Orchestre régional Avignon Provence, Orchestre de Cannes-Côte d’Azur, Orchestre Victor Hugo Franche-Comté, Sinfonietta de Paris, Orchestre de la Basse-Normandie, Orchestre Universitaire de Strasbourg, l'ensemble l’Itinéraire, l'Octuor de violoncelles de Beauvais, Grup Instrumental de Valencia, Ensamble LIM, Orquesta Sinfónica Nacional de Argentina, Orquesta Filarmónica del Teatro Colón de Buenos Aires, Orquesta Sinfónica Simón Bolívar de Venezuela, Orquesta Filarmónica Nacional de Venezuela, Sinfonica Nacional de Colombia, Orquesta Filarmónica de Bogotá, Orquesta Sinfónica de Chile, Orquesta Sinfónica Nacional de Lima, Carnegie Mellon Contemporary Ensemble of Pittsburgh (USA), Orchestre Symphonique de Klaïpeda (Lituanie), Orquesta Sinfónica Carlos Chávez (México), Camerata Lysy - Gstaad, Camerata Basel, Camerata Bariloche (Argentina), London’s Schubert Chamber Orchestra, Unitas Ensemble - Boston - USA, Filarmónica de Stat Targu Mures (Rumania), Kiev Chamber Orchestra, Zaporozhye Symphony Orchestra - Ukraine, Kharkov Philharmonic Orchestra (Ucrania) Solaris String Quartet, entre autres.
Ses œuvres figurent au répertoire des interprètes majeurs. Les chefs: Gustavo Dudamel, Miguel Harth Bedoya, Giancarlo Guerrero, David Alan Miller, Simone Young, Diego Matheuz, Manuel Lopez Gomez, Enrique Arturo Diemecke, Pablo Boggiano, Laurent Petitgirard, Alain Altinoglu, Daniel Kawka, Wolfgang Doerner, Mark Foster, Alain Pâris.
Parmi ses interprètes, on peut citer : Nemanja Radulovic, Alberto Lysy, Gautier Capuçon, Sol Gabetta, Marielle Nordmann, Anaïs Gaudemard, Sergio Tiempo, Horacio Lavandera, Jesús Castro Balbi, Ayako Tanaka et beaucoup d'autres.
Elles ont été programmées à la Philharmonie de Paris, Salle Pleyel, Salle GAVEAU, Théâtre des Champs Elysées, Théâtre Mogador, Maison de RADIO FRANCE, Palais de l’Unesco de París, Palais des Festivals a Cannes, Opéra de Montpellier, Carnegie Hall de New York, Lincoln Center, Walt Disney Concert Hall de Los Angeles, Davies Symphony Hall de San Francisco, Sydney Opera House, Concertgebouw de Ámsterdam, Royal Festival Hall de Londres, Sydney Opera House, Teatro Colón de Buenos Aires, Auditorio Nacional de Madrid, Festival Rencontres d’ensembles de violoncelles de Beauvais, Concours International d’harpe Lily Laskine, Juilliard School de Nueva York, (Lincoln Center), Bard Music Festival - NY - USA, Boston Conservatory, Festival Présences de Radio France, Festival Pontino d’Italie, Festivals de Brighton et Dartington (Inglaterra), Festival de Música de Islas Canarias, Festival Estoril de Portugal, Miso Music Portugal, Festival Musica Viva de Lisboa, Festival Ensems de Valencia, Festival de Morelia (México), Carlos Prieto International Cello Competition - Morelia, México, Festival Latinoamericano de Música de Caracas, Festival Iberoamericano de Puerto Rico, Museo Guggenheim de Bilbao- Festival BBK, Van Cliburn Foundation of Fort Worth, Concours international de piano d’Orléans, Busoni International Piano Competition entre autres.
En 2015, il était compositeur invité de Radio France dans le cadre du Festival Présences "les Amériques", avec notamment trois créations symphoniques avec les orchestres Philharmoniques de Radio France et l'Orchestre National de France.
Durant la saison 2015-16, il était compositeur en résidence de l'orchestre Pasdeloup, qui a interprété huit de ses œuvres symphoniques à la Philharmonie de Paris, au Théâtre du Châtelet et à la Salle Gaveau.
Il a été distingué par l'Association des critiques musicaux de l’Argentine, en 1992 et 1995, (“Prix a la Jeune Révélation 1991”) et sa Première Symphonie “El Compendio de la vida” (“Prix à la meilleure œuvre argentine créée en 1994”). en 2006 pour son œuvre "La Lumière de Pacha Camac" en 2009 pour son œuvre "Patagonia" et enfin en 2018 pour son "Cycle de chansons pour soprano et orchestre"
En 1999, il a reçu la bourse pour Composition de la Fondation Delmas, le prix de la fondation Tronchet en 2002 et le prix Georges Wildenstein 2006 décernés par l’Académie des Beaux-Arts de l’Institut de France.
En 2004, il devient lauréat de la Fondation Groupe d’entreprise Banque populaire-Natexis.
Il est compositeur en résidence à la Casa de Velázquez à Madrid 2004-2006 (Membre de la section Artistique).
En 2008, il reçoit le prix de la John Simon Guggenheim Memorial Foundation de New York.
Il a été boursier de Interamerican Music Friends de Washington (USA) et Mozarteum Argentino.
En 1995, il a été invité comme compositeur en résidence à l’Académie internationale de musique Yehudi Menuhin, de Suisse.
Il habite Paris depuis octobre 1997.

## Œuvres (sélection)
Esteban Benzecry a écrit plusieurs œuvres pour orchestre :
- El Compendio de la vida (symphonie no 1) (1993)
- Obertura Tanguera (1993)
- Symphonie no 2 (1996)
- Symphonie no 3 « Preludio a un nuevo milenio » (1999)
- "Inti Raymi" La fête du soleil des Incas (2001)
- Colores de la cruz del sur (2002)
- Paisaje nocturno pour violon et cordes (1994-2003)
- Paisajes Precolombinos(diptico sinfonico) (2003)
- Evocation d'un rêve pour violon et orchestre (2005)
- Concerto pour violon et orchestre (2005-2007)
- Rituales Amerindios (2008)
- Fantasia Mastay (2009)
- Concerto pour clarinette et orchestre (2010)
- De otros cielos, otros mares... pour chœur et orchestre (2011)

Œuvres pour ensembles :
- La lumière de Pacha Camac pour octuor de violoncelles (2000)
- Tres mitos andinos pour 10 instruments (2004)
- La sombra del toro rojo pour 11 instruments (2005)
- Como una luz desde el infinito pour 7 instruments (2005)
- Huenu Leufu (Rio del Cielo) pour 8 instruments (2006)
- Pillan Quitral – Le feu sacré pour 15 instruments (2006)
- Evocation of a lost world pour violon et ensemble (2008)

## Discographie
- El compendio de la Vida, Œuvres pour orchestre : Symphonie no 1) ; Obertura Tanguera ; Concertino pour violoncelle et cordes ; Sinfonietta Americana (Éditions Cosentino IRCO 299)[1]
- Rapsodia Latina, Œuvres pour violoncelle et piano : Toccata y Misterio ; Rapsodia Andina – Duo Lin/Castro-Balbi (FILA0102)[2]
- Con Arriaga, en su segundo centenario CD Hommage a Arriaga (Colección Fundación BBK no 14)
- XXX Aniversario LIM : Como una luz desde el infinito para ensamble – dir. Jesus Villa Rojo (LIM CD 020)
- Horacio Lavandera CD & DVD "Compositores Argentinos : Toccata Newén pour piano (Sony/BMG)[3]
- The Secret Garden : Alwa pour harpe – Noël Wan, harpe (2010, amazon.com)[4]
- SUR : Colores de la Cruz del Sur, pour orchestre - Fort Worth Symphony Orchestra, dir. Miguel Harth Bedoya, (FWSO LIVE - Caminos del Inka - Filarmonika Publishing)[5]
- Concerto pour violon ; Concerto pour clarinette ; Ciclo de canciones – Ayako Tanaka, soprano ; Xavier Inchausti, violon ; Mariano Rey, clarinette ; Orchestre symphonique de Lviv, dir. Pablo Boggiano (25-28 mai 2019, Naxos 8.574 128)